# 가치 기준 가격결정
가치 기준 가격결정(영어: value-based pricing, value optimized pricing)은 비용이나 시세를 기준으로 가격을 결정하던 전통적인 방식이 아니라, 고객에 대한 가치를 기준으로 가격을 결정하는 일이다. 산업 분야에 따라
제값받기, 효용성 준거 약가제도라고도 불린다.
제값받기의 목표는 전달되는 가치로 가격대를 형성하는 것이다. 고객 개개인을 위한 가격은 전달되는 특정한 가치를 반영하도록 맞출 수 있다. 예를 들어 수많은 이용자들과 일인당 가치, 수많은 연간 거래 및 거래 한 건 당 가치, 소득의 크기와 소득에 미치는 영향, 비용 절감 등의 기준을 포함할 수 있다. 더 단순한 가격 정책을 이용하지 않으면서, 제값받기로 하여금 기업들이 더욱 경쟁적으로 참여하여 더 많은 수익을 얻을 수 있게 된다. 또, 제값받기는 제품 개발과 제품 관리에 적용할 수 있는데, 이로 말미암아 특정한 고객들을 위하여 가치를 극대화하도록 제품을 구성할 수 있다.
제값받기는 고객이 가치를 어떻게 가늠하는지를 이해하는 데에 기초를 하며 고객 운영의 신중한 평가를 거친다. 조사 방식은 가치를 결정하는 데 쓰이기도 하며, 이에 따라 구매에 응하는 고객은 제품과 용역에 종속된다. 제값받기의 구성에는 경제 가치 측정(Economic Value Estimation) 및 상대성 포지셔닝
(Relative Attribute Positioning), 판 베스텐도르프 가격 민감도(Van Westendorp Price Sensitively Meter), 컨조인트 분석, 부품 비용 비율(Ratio To Complete)이 있다.
다른 제값받기 방식은 고객 가치 연구를 이용한다. 이 연구는 질적이면서 양적인 연구 방법으로 말미암아 고객의 가치 견해를 얻는 번스타인과 마샤스(Bernstein & Macias) 방식이다.

## 같이 보기
- 가격
- 가치